# Kövér György Emil
Kövér György Emil (Kiskőrös, 1932. április 26. – Budapest, III. kerület, 2020. január 23.) 94-szeres válogatott magyar röplabdázó, edző, sportvezető.

## Pályafutása
A Csepel saját nevelésű játékosa volt, 1949-ben Abád József mesteredző, szövetségi kapitány tanítványaként kezdett röplabdázni. 1958-ban súlyos vállsérülése következtében hetekre harcképtelenné vált, a kényszerszünet alatt megtanult bal kézzel ütni, és ettől kezdve már kétkezes ütőként tartották számon.
1949 és 1965 között a Csepel, 1965-től a Külker SC játékosa, később játékosedzője, edzője volt.
1953 és 1962 között 94 alkalommal szerepelt a magyar válogatottban.

## Eredményei
- 1 x világbajnoki 6. helyezett (1960-ban Brazíliában).
- 1 x világbajnoki 7. helyezett (1962-ben a Szovjetunióban).
- 1 x Európa-bajnoki 5. helyezett (1958-ban Prágában), az 1958-as Európa-bajnokság All Stars (Európa-válogatott) tagja.
- 1 x Európa-bajnoki 7. helyezett (1955-ben Bukarestben).
- 1 x a Főiskolai Világbajnokságon bronzérmes (1954-ben Budapesten).
- 3 x magyar bajnok (1952, 1953, 1954).
- 1 x Magyar Népköztársasági Kupa győztes (1953).